# Saut en longueur masculin aux championnats du monde d'athlétisme en salle 2014
Navigation
2012 2016
Le saut en longueur masculin des Championnats du monde en salle 2014 a lieu les 7 et 8 mars dans l'Ergo Arena de Sopot, en Pologne.

## Résultats

### Qualifications
Qualification : 8,05 m (Q) ou les huit meilleurs athlètes (q) se qualifient pour la finale.
| Rang | Athlète                 | Nationalité    | #1   | #2   | #3   | Marque | Notes |
| ---- | ----------------------- | -------------- | ---- | ---- | ---- | ------ | ----- |
| 1    | Adrian Strzałkowski     | Pologne        | 8.18 |      |      | 8.18   | Q, NR |
| 2    | Christian Reif          | Allemagne      | 7.80 | 7.90 | 8.13 | 8.13   | Q, SB |
| 3    | Louis Tsatoumas         | Grèce          | 7.98 | x    | 8.10 | 8.10   | Q     |
| 4    | Li Jinzhe               | Chine          | 8.02 | –    | 8.08 | 8.08   | Q     |
| 5    | Michel Tornéus          | Suède          | 6.24 | x    | 8.08 | 8.08   | Q     |
| 6    | Aleksandr Menkov        | Russie         | 8.04 | –    | –    | 8.04   | q     |
| 7    | Mauro Vinícius da Silva | Brésil         | 7.64 | 7.58 | 8.02 | 8.02   | q, SB |
| 8    | Luis Rivera             | Mexique        | 7.58 | 8.01 | –    | 8.01   | q, NR |
| 9    | Tyron Stewart           | États-Unis     | 8.00 | –    | 7.79 | 8.00   |       |
| 10   | Ignisious Gaisah        | Pays-Bas       | 7.90 | 7.99 | 7.84 | 7.99   | SB    |
| 11   | Irving Saladino         | Panama         | 7.73 | 7.94 | 7.88 | 7.94   |       |
| 12   | Zarck Visser            | Afrique du Sud | x    | 7.93 | 7.64 | 7.93   | SB    |
| 13   | Ngonidzashe Makusha     | Zimbabwe       | 7.63 | 7.85 | 7.69 | 7.85   |       |
| 14   | Fabrice Lapierre        | Australie      | 7.76 | x    | 7.70 | 7.76   |       |
| 15   | Damar Forbes            | Jamaïque       | 7.69 | 7.63 | 7.58 | 7.69   |       |
| 16   | Jeff Henderson          | États-Unis     | 6.96 | 7.43 | x    | 7.43   |       |
| 17   | Arsen Sargsyan          | Arménie        | 7.28 | 7.39 | x    | 7.39   |       |

### Finale
| Rang               | Athlète                 | Pays      | Essais | Essais | Essais | Essais | Essais | Essais | Marque | Notes |
| Rang               | Athlète                 | Pays      | 1      | 2      | 3      | 4      | 5      | 6      | Marque | Notes |
| ------------------ | ----------------------- | --------- | ------ | ------ | ------ | ------ | ------ | ------ | ------ | ----- |
| Médaille d'or      | Mauro Vinícius da Silva | Brésil    | 8.06   | 7.94   | x      | 8.04   | x      | 8.28   | 8.28   | NR    |
| Médaille d'argent  | Li Jinzhe               | Chine     | 8.19   | 8.07   | 8.23   | 7.52   | x      | x      | 8.23   | SB    |
| Médaille de bronze | Michel Tornéus          | Suède     | x      | 8.13   | x      | 8.21   | x      | 8.10   | 8.21   | SB    |
| 4                  | Louis Tsatoumas         | Grèce     | 7.98   | 8.13   | x      | x      | 8.10   | x      | 8.13   |       |
| 5                  | Aleksandr Menkov        | Russie    | 8.01   | 8.07   | x      | 8.08   | –      | –      | 8.08   |       |
| 6                  | Adrian Strzałkowski     | Pologne   | 7.80   | 7.80   | x      | 7.96   | 7.93   | x      | 7.96   |       |
| 7                  | Luis Rivera             | Mexique   | 7.79   | 7.93   | 7.90   | 7.92   | 7.93   | 7.86   | 7.93   |       |
| 8                  | Christian Reif          | Allemagne | 7.60   | 7.67   | x      | x      | 7.75   | x      | 7.75   |       |

## Légende
Records et Performances
- AR : Record continental (area record)
- CR : Record des championnats (championship record)
- MR : Record du meeting (meet record)
- NR : Record national (national record)
- OR : Record olympique (olympic record)
- PR : Record paralympique (paralympic record)
- PB : Record personnel (personal best)
- SB : Meilleure performance personnelle de la saison (season's best)
- WL : Meilleure performance mondiale de l'année (world leader)
- WJR : Record du monde junior (world junior record)
- WR : Record du monde (world record)

Circonstances et Conditions
- DNF : N'a pas terminé (did not finish)
- DNS : N'a pas pris le départ (did not start)
- DQ : Disqualification (disqualification)
- NM : Aucun essai valable enregistré (No Mark)
- Q : Qualifié « directement » au prochain tour (ou à la prochaine compétition), lors d'une compétition majeure, grâce au classement ou à la réalisation des minima (automatic qualifier)
- q : Qualifié au prochain tour (ou à la prochaine compétition), lors d'une compétition majeure, grâce au repêchage ou à la réalisation de l'une des meilleures performances parmi celles des « non qualifiés directement » (grâce au meilleur temps ou à la meilleure distance par exemple) (secondary qualifier)